# Tercera guerra etíop-somali
La tercera guerra etíop-somali fou un conflicte armat entre Somàlia i Etiòpia, considerat un conflicte fronterer.
El 1982 una força de voluntaris de l'Exèrcit Nacional Somali es va infiltrar a l'Ogaden per unir-se a guerrillers del Front d'Alliberament de Somàlia Occidental (FASO) i junts van atacar una unitat etíop a Shilabo a uns 150 al nord-oest de Beledweyne. En represàlia els etíops van fer un atac a la frontera amb Somàlia directament o por mig d'un grup controlat.
Somàlia va començar a informar d'atacs etíops a la frontera a finals de juny de 1982. El Front Democràtic de Salvació de Somàlia, un grup d'oposició de base majeerteen) va reclamar ser l'autor dels atacs, eximint del càrrec a l'exèrcit etíop (Etiòpia va rebutjar oficialment la seva participació); el front tenia el suport d'Etiòpia però no tenia prou força per causar problemes al règim, i Somàlia sospitava que eren soldats etíops el que feien les incursions sota aparença de ser membres del FDSS, juntament amb membres d'aquest grup; els atacants van ocupar dues ciutats, Balumbale i Galdogob al nord-oest de Galkacyo, la capital de la regió de Mudug, intentant partir el país en dues parts. El president somali Siad Barre va declarar l'estat d'emergència i va demanar ajut a occident.
Estats Units va ajudar a Barre. Quan va quedar clar que els atacants o eren etíops o almenys rebien ajuda directa i cobertura aèria dels etíops, els Estats Units i Itàlia van començar a lliurar material a Barre; part dels enviament americans venien de l'illa de Diego Garcia a les illes Chagos, incloent armes lleugeres, radars, i defenses de sistema aèria Vulcan (que ja estaven encarregats pel règim però no havien estat lliurats encara); els Estats Units no estaven interessats en un fraccionament del país, ja que en el nord disposaven de la base de Berbera, que podien perdre.
Amb aquest ajut Barre va poder rebutjar als atacants, tot i que van conservar dos districtes, Balumbale i Goldogob (que Etiòpia va al·legar que estaven en el seu territori, cosa en la qual no estava d'acord el Front, el que va acabar provocant la neutralització de la seva direcció). A Somàlia es van produir represàlies contra el clan majeerteen i per la seva banda el Front va actuar a Cel-Habreg al Galguduud, contra els marehans, el clan del president somali Siad Barre.
El conflicte es va allargar amb períodics incidents fronterers menors fins al 1988 quan Barre es va comprometre a retirar el suport al FASO i Etiòpia al FDSS i al Moviment Democràtic Somali (MDS). Això fou mal vist pels membres del clan ogadeni dins de l'exèrcit, que van intentar un cop d'estat, i es van crear organitzacions que després van original el Moviment Patriòtic Somali.